# 카라라 대리석

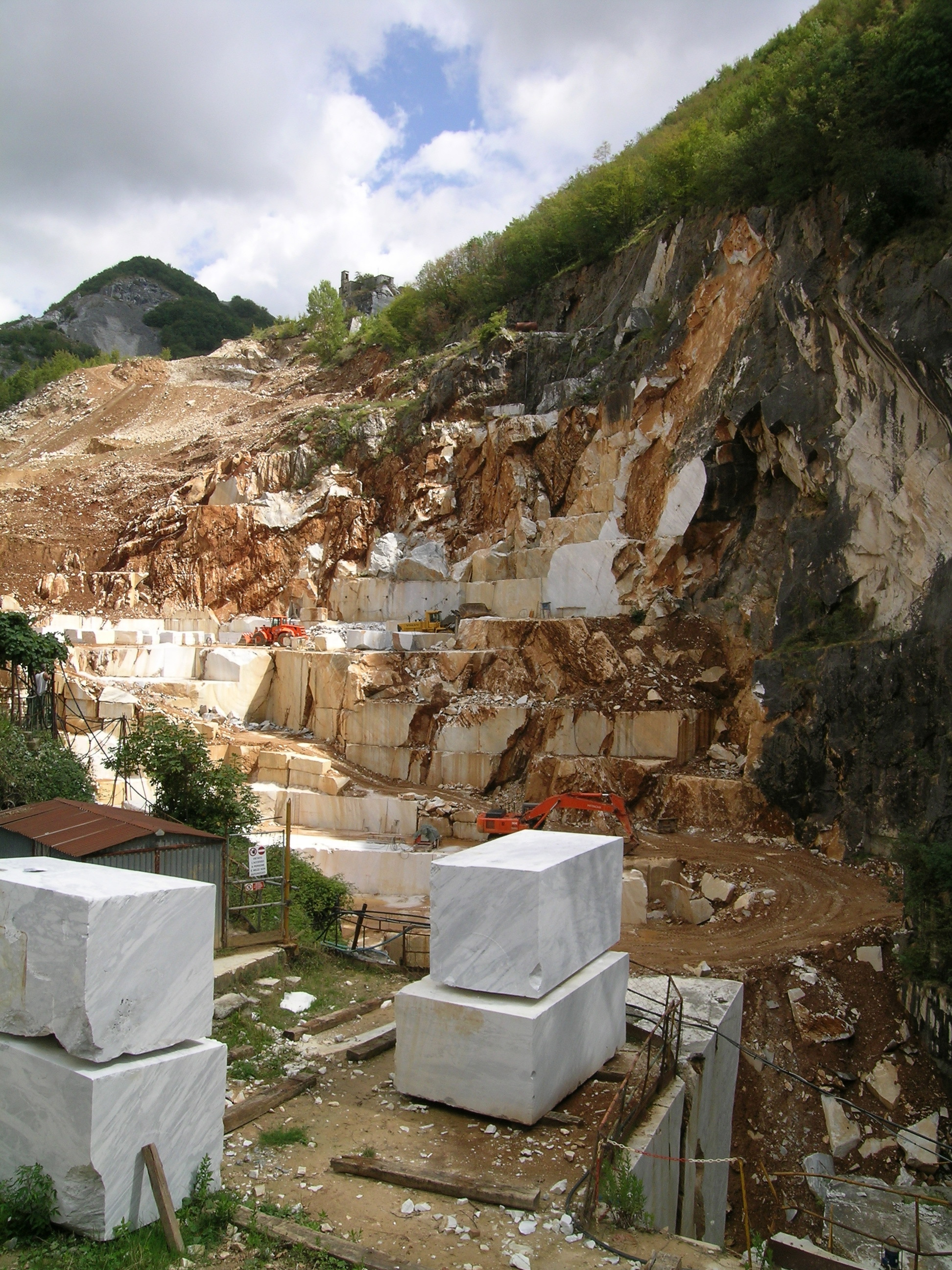
카라라 대리석 채석장

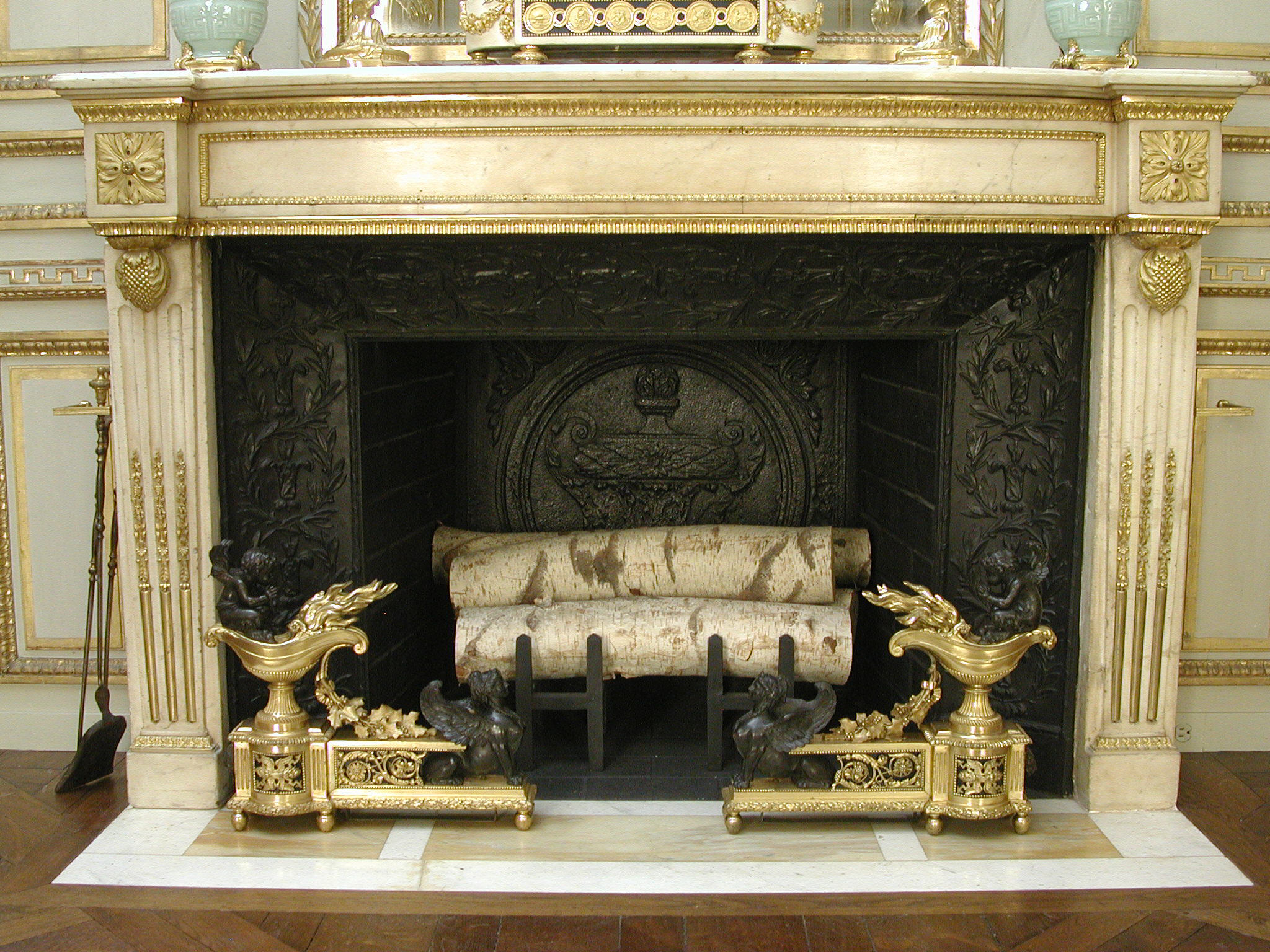
파리지앵 맨틀피스 (1775–1785년경, 청동판을 두른 카라라 대리석, 높이: 111.4 cm, 안길이: 169.5 cm, 폭: 41.9 cm, 메트로폴리탄 미술관 (뉴욕시)

카라라 대리석(Carrara marble, Carara大理石)은 조각과 건축 장식에 있어 인기 있는, 흰색 또는 청회색을 띤 대리석의 한 종류이다. 오늘날 이탈리아 토스카나의 최북단인 루니기아나의 마사에카라라도에 위치한 카라라에서 채취된다.

## 역사
카라라 대리석은 고대 로마 시대 이래로 사용되었으며 당시에는 "루니 대리석"이라 불렸다. 17-18세기에 카라라 대리석 채석장은 마사와 카라라를 지배했던 키보-말라스피나 가문의 통제에 있었다. 이 가문은 대리석 채굴 산업을 규제하기 위해 1564년에 "대리석 부서"를 신설했다. 특히나, 마사는, 이탈리아계 국가의 중심지로서 적합하기 위한, 대대적인 재개발 계획 (새로운 도로, 광장, 교차로, 포장도로 등)을 겪었다. 키보-말라스피나 가문이 단절되고 나선, 이들의 영지는 오스트리아 가문의 지배를 받았고 채석장 관리도 그들에게 넘겨졌다. 마사의 바실리카는 전체가 카라라 대리석으로 지어졌고 옛 마사 공작의 궁전도 이 귀중한 석재를 나타내는 데 사용되었다.
19세기 말쯤에, 카라라는 이탈리아의 아나키즘의 요람이 되었으며, 특히나 채석장 노동자들 사이에 유행하였다. 1894년의 뉴욕 타임스 기사에 따르면, 대리석 채석장 노동자들은 이탈리아의 가장 방치된 노동자들에 속했다. 이들 중 많은 이들은 전과자들이거나 도망 범죄인들이었다. 채석장의 작업은 몹시 고되고 험하여 노동자들의 배경을 상관하지 않고 충분한 근력과 인내력이 있는 자들만이 고용되었다.
채석장 작업자들과 석각(石刻)업자들은 이들을 다른 이들과 분간하는 급진적인 이념이 있었다. 아나키즘과 급진주의는 석각 업자들의 유산의 일부가 되었다. 벨기에와 스위스 등지에서 추방당한, 많은 호전적인 혁명론자들이 1885년 카라라로 몰려와 이탈리아 내 최초의 아나키즘 조직을 세웠다. 카라라에서, 아나키스트 갈릴레오 팔라 (Galileo Palla)는 “돌조차도 아나키스트들이다.”라며 촌평하였다. 채석장 노동자들은 1894년 1월 루니기아나 소란의 주요 관련자들이었다.

## 유명한 기념물 및 건축물

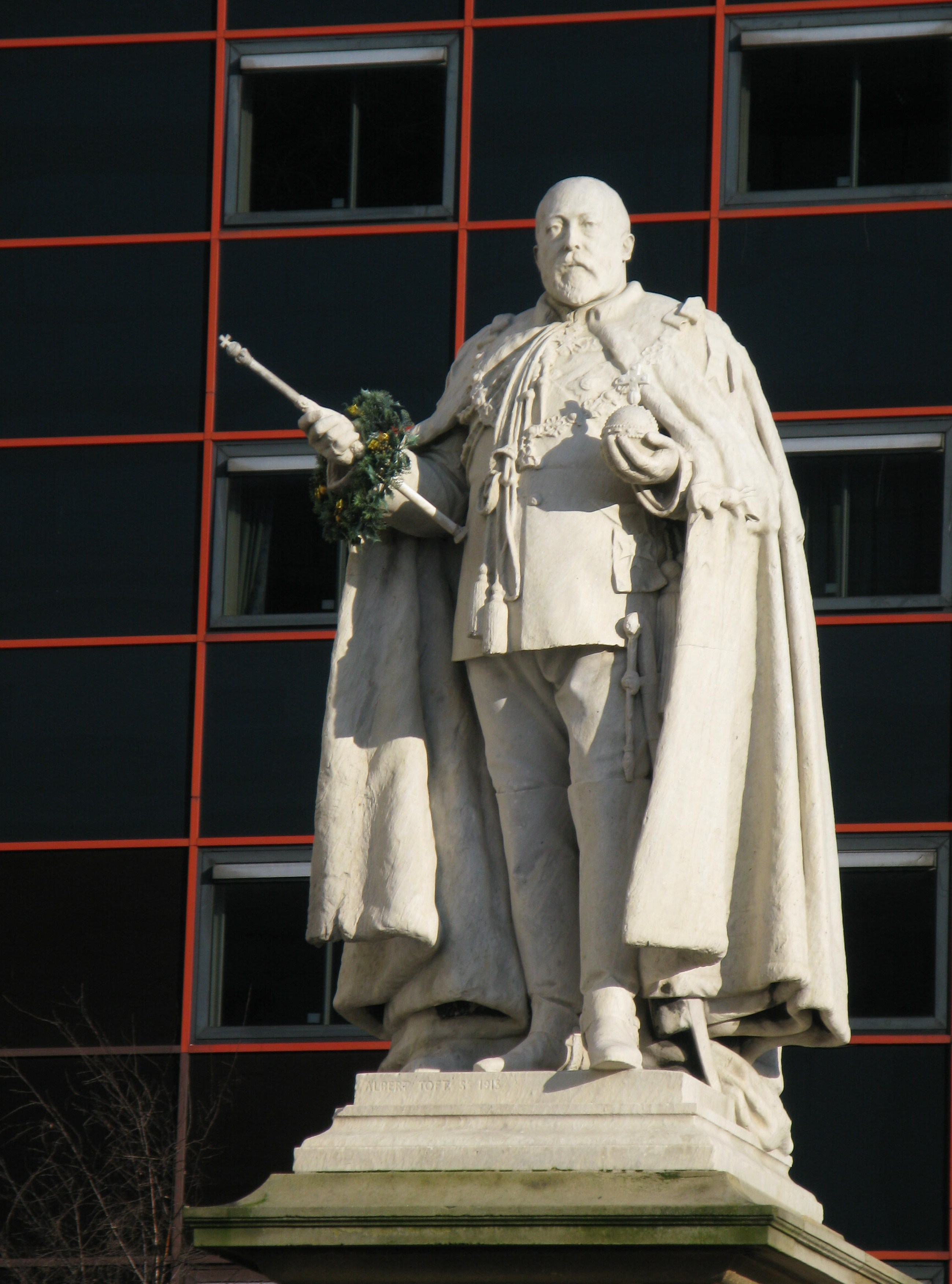
버밍엄의 에드워드 7세 기념상은 커다란 카라라 대리석 덩어리를 조각한 것이다.

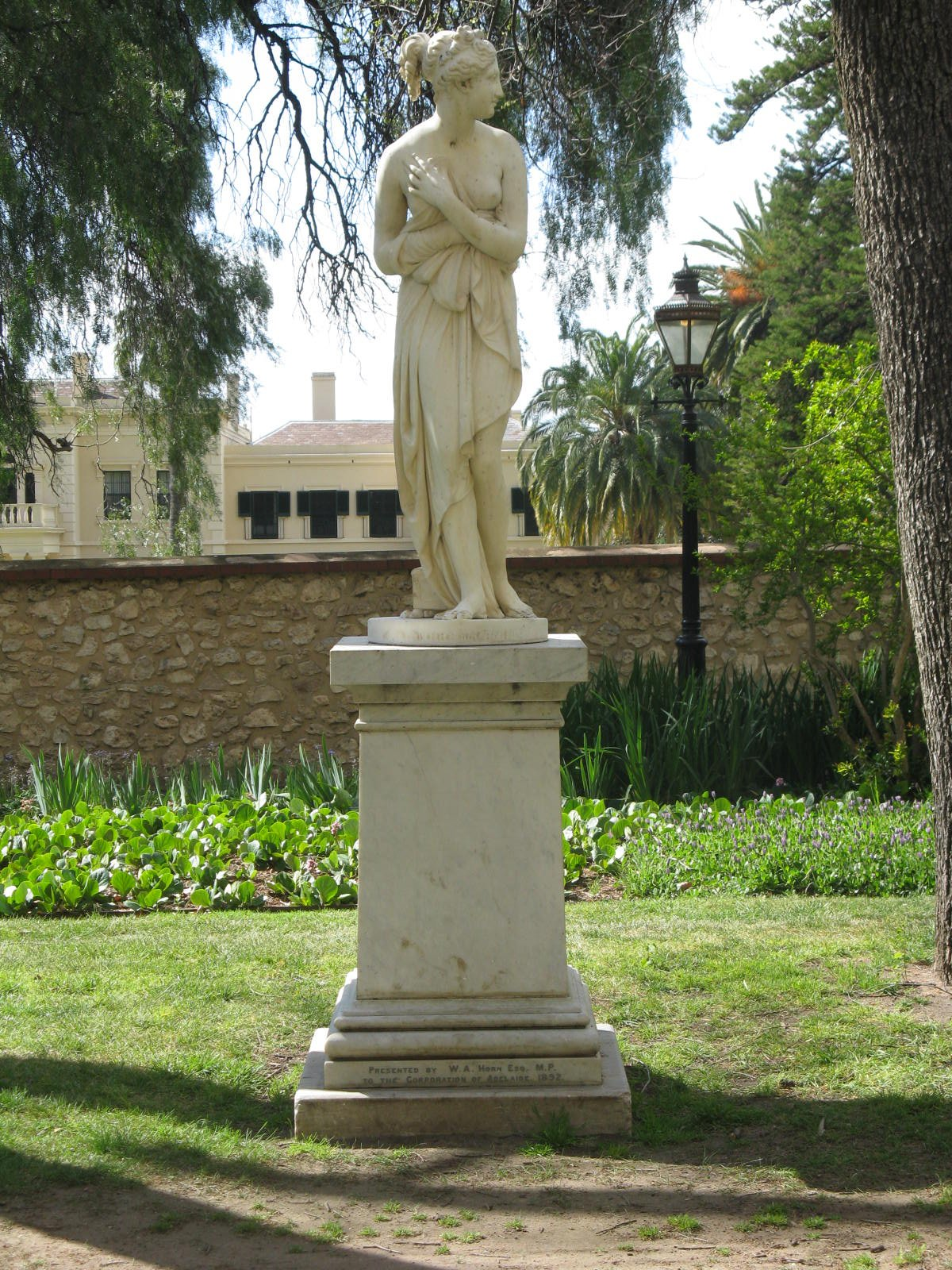
베네레 디 카노바의 모사품인 애들레이드의 퍼스트 스트레이트 조각상은 카라라 대리석으로 조각된 것이다.

카라라의 대리석은 고대 로마의 가장 뛰어난 건축물들의 일부에 사용되었다:
- 프로세르피나 신전 – 이후 발레타에 있는 많은 건물들에 재활용됨
- 판테온
- 트라야누스 원주
- 마르쿠스 아우렐리우스 원주

미켈란젤로의 다비드 (1501–1504)를 포함한, 르네상스의 많은 조각들에도 사용되었으며, 덤프리스의 한 가운데에 위치한, 로버트 번스의 조각상은 에밀리아 로버트슨 힐의 원형을 모델로 하여 이탈리아 조각가들이 카라라에서 조각한 것이다. 1882년 4월 6일에 장차 영국 수상이 된 제5대 로즈베리 백작 아치볼드 프림로즈가 밝혀낸 것이다. 다른 유명한 작품들로는 다음이 있다:
- 런던 마블 아치
- 런던 빅토리아 기념비[9]
- 스페인 발렌시아주 도스 아구사 백작 궁전의 몇몇 조각들
- 인도 브린다반 프렘 만디르
- 이탈리아 시에나 두오모 디 시에나
- 폴란드 크라코프 폴란드 여왕 성 야드비가의 사르코파구스
- 필리핀 마닐라 마닐라 대성당 (내부)
- 캐나다 토론토 퍼스트 캐나디안 플레이스
- 아랍에미레이트 아부다비 셰이크 자이드 모스크
- 미국 보스턴 하버드 의학전문대학원
- 노르웨이 오슬로 오슬로 오페라 극장
- 프랑스 노르망디 노르망디 미군 기념 묘지 (기독교 및 유대교 신자)
- 미국 워싱턴 DC 평화 기념비
- 영국 버밍엄 에드워드 7세 기념상
- 인도 델리 악사르담
- 미국 일리노이 시카고 Aon 센터 (시카고)
- 미국 위스콘신 밀워키 밀워키 미술관
- 슬로베니아 류블랴나 로바 분수
- [[핀란드 헬싱키 핀란디아 홀
- 미국 오클라호마 데번 타워
- 미국 샬러츠빌 로툰다 (버지니아 대학교)
- 우루과이 국회의사당

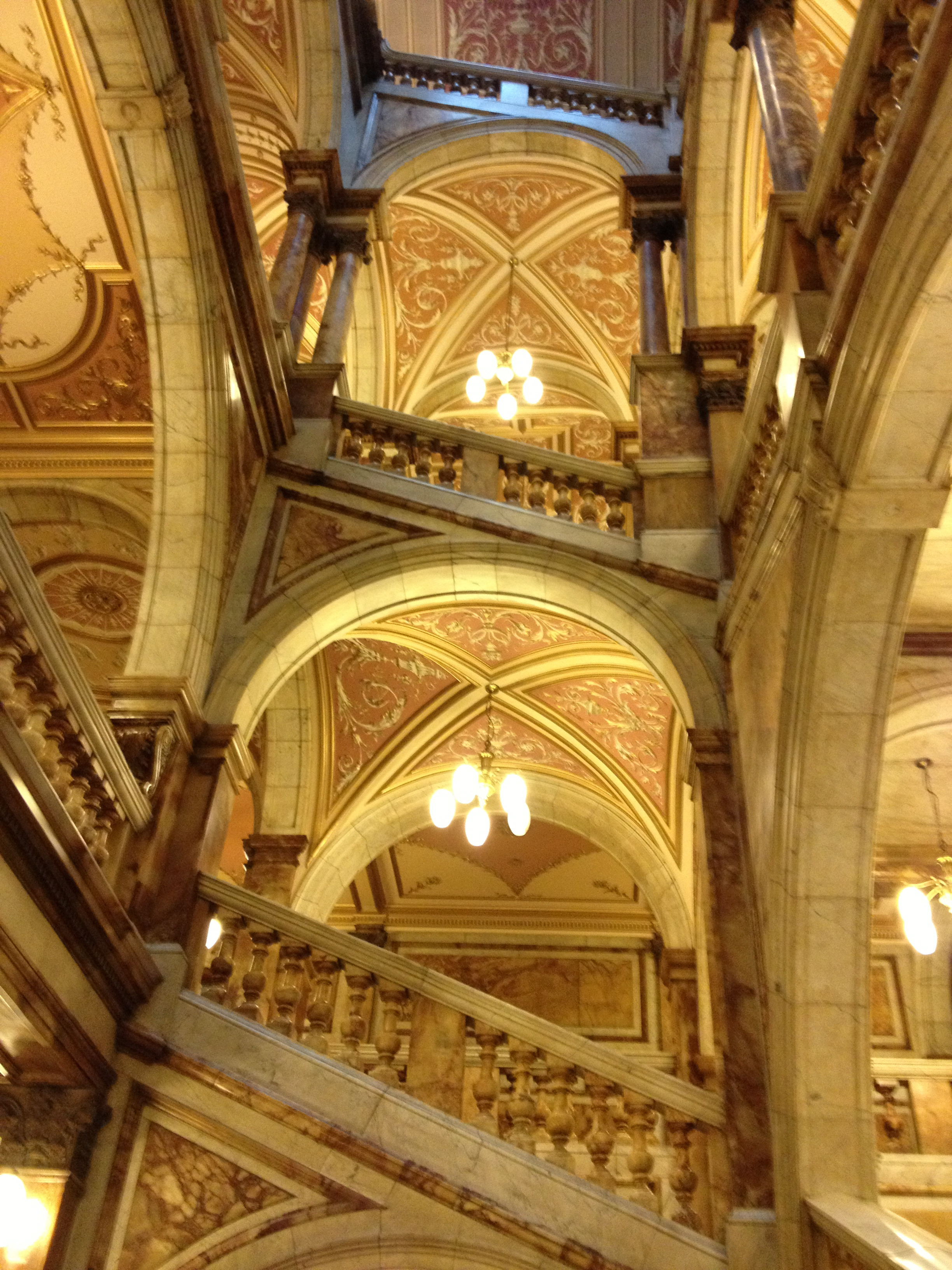
글래스고 시의회실의 카라라 대리석으로 된 계단

- 글래스고 시의회실의 카라라 대리석으로 된 계단필리핀 파 이스턴 대학교, 필리핀 행정부 건물
- 예수 그리스도 후기 성도 교회의 로마 이탈리아 교회 (모르몬교)
- 스코틀랜드 글래스고 시의회실

카라라 대리석은 국제지질학연합에서 세계 석재 자원 유산으로 지정되어 있다.

## 채석장
아푸아 알프스 위에 있는 카라라에선 최소한 650개의 채석장이 있으며, 이 중의 절반은 최근에 버려지거나 채석되지 않고 있다. 카라라의 대리석 채석장은 지구상의 다른 어느 지역보다 많은 대리석들을 생산하고 있다.
채석장 작동은 몹시나 위험하며 현재까지도 이러한 위험은 계속되고 있다. 1911년 9월, 베토글리 채석장의 붕괴한 단애면이 그 절벽 아래에서 점심을 먹던 작업자 10명을 덮쳤다. 카라라에서 촬영된 2014년 영상은 손가락이 없는 노동자들과, 어떠한 청각 보호 장치 없이 위험하고 고통스러운 소음에서 작업하는 이들을 보여준다.
1천년간 카라라 채석장에서 생산된 최상품은 순수한 백색의 대리석인 스타투아리오 [Statuario, (다른 대리석들의 색상은 열과 압력으로 대리석이 형성될 때, 석회암에 존재하는 다른 광물들과 혼합되어 생긴다)]였다. 그러나 20세기 말쯤에, 알려진 카라라 인근의 스타투아리오 매장량이 고갈되었다. 채석장들은 주로 수출을 위해, 덜 가치있는 대리석들을 매년 백만톤 이상을 캐내어 선적을 계속하고 있다.
C와 CD로 분류되는, 비앙코 카라라는 비앙코 베나티오와 스타투아리에토와 마찬가지로, 카라라 채석장 전역에서 채석된 칼라카타 골드, 칼라카타 보르기니, 칼라카타 마키아 베키아, 아라베스카토 체르바이올레, 아라베스카토 바글리 등 같은, 훨씬 값비싸고 이국적인 바리에이션을 가진 가장 흔한 타입이다.

## 동위원소 표준시료로 사용
80kg짜리 카라라 대리석에서 얻어진 방해석은 δ18O와 δ13C의 측정을 위한 질량 분석에서 IAEA-603 동위 원소 표준시료로 사용된다.

## 갤러리

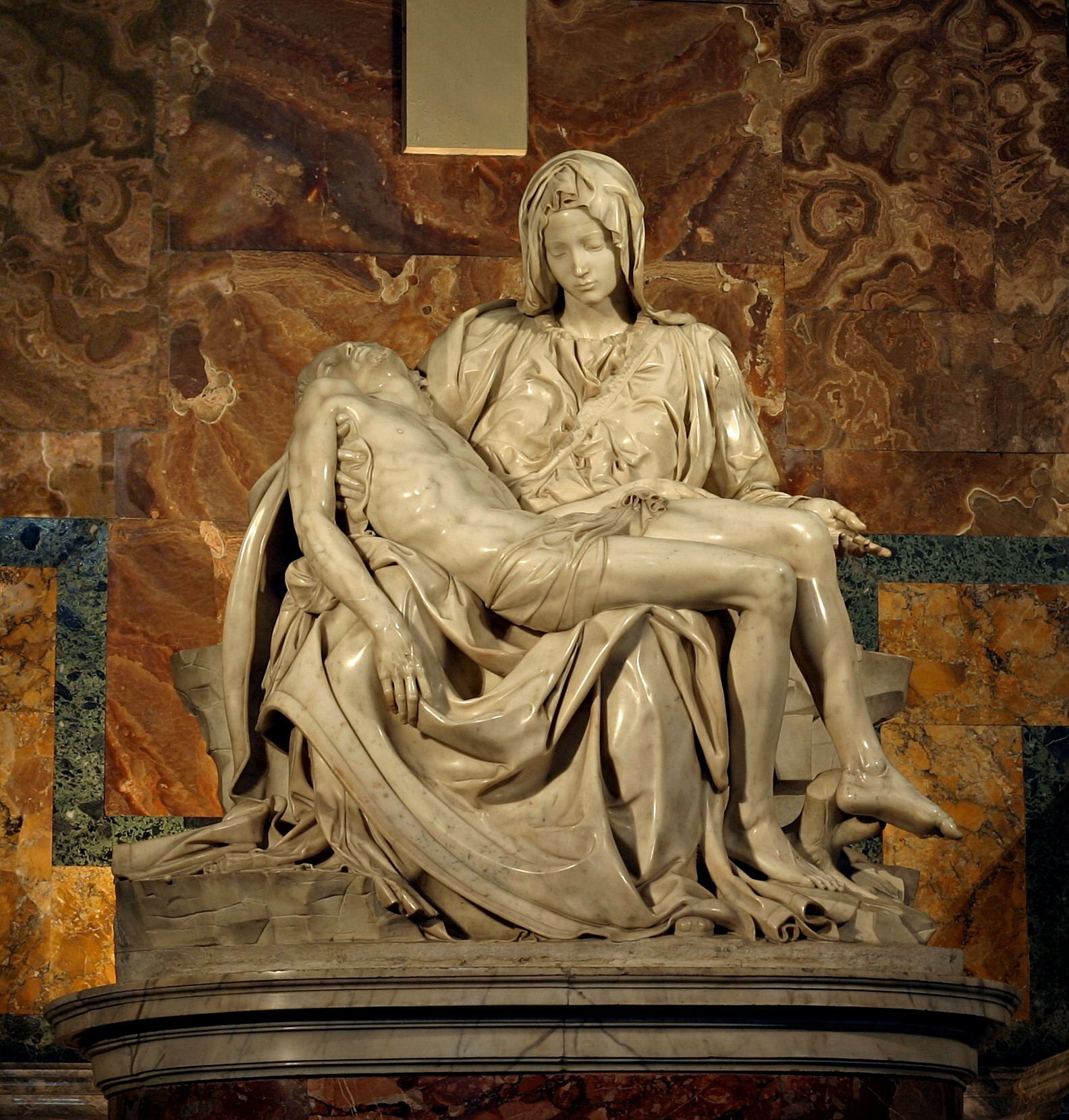
피에타 미켈란젤로가 만든 르네상스 조각의 정수라 여겨지며, 바티칸시의 성 베드로 성당에 위치했다. 미켈란제로가 서명을 남긴 유일한 작품이다.
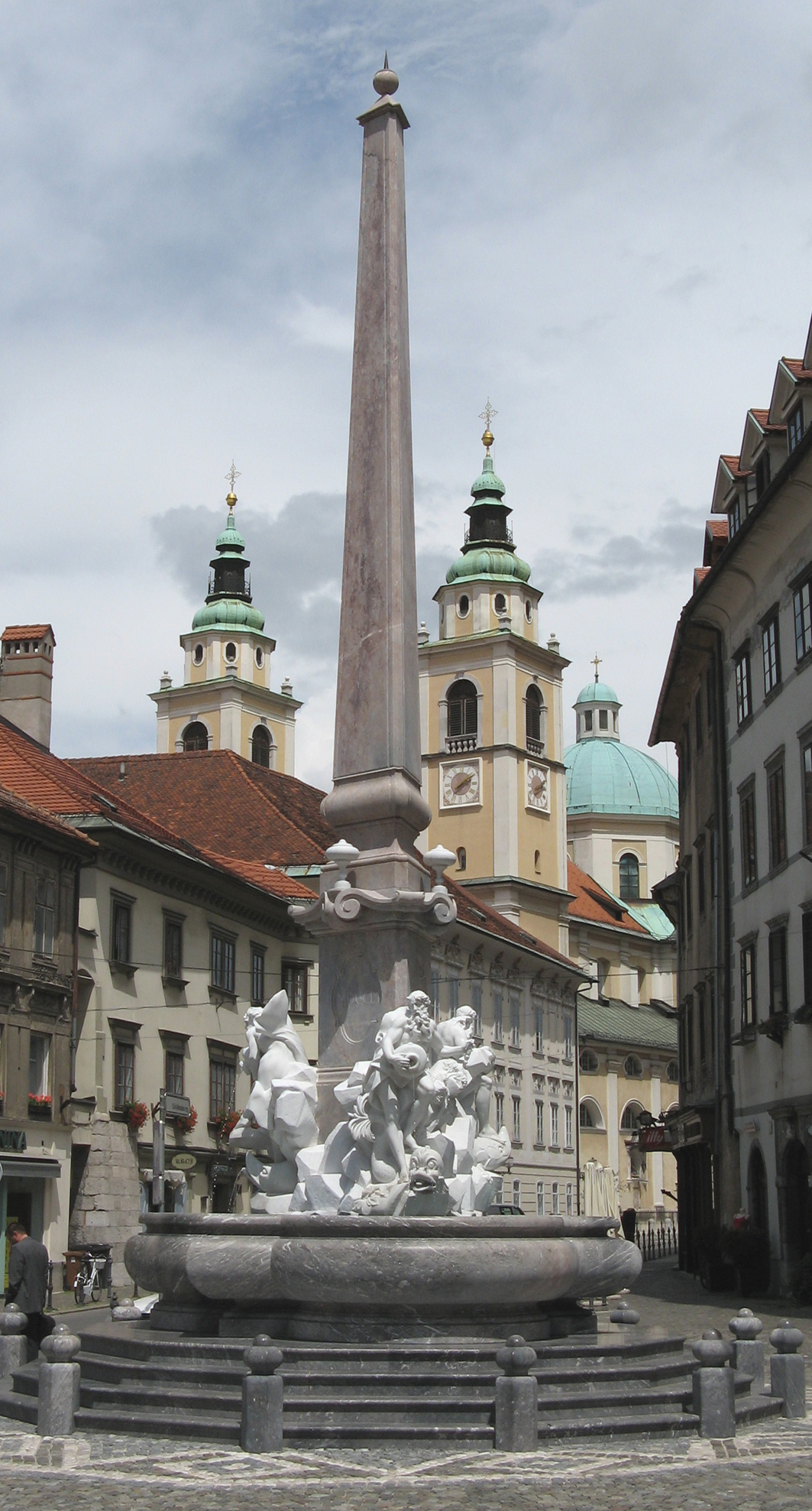
류블랴냐 도시 광장에 있는 로바 분수의 복제품. 분수의 조각 부분이 카라라 대리석으로 만들어졌다.
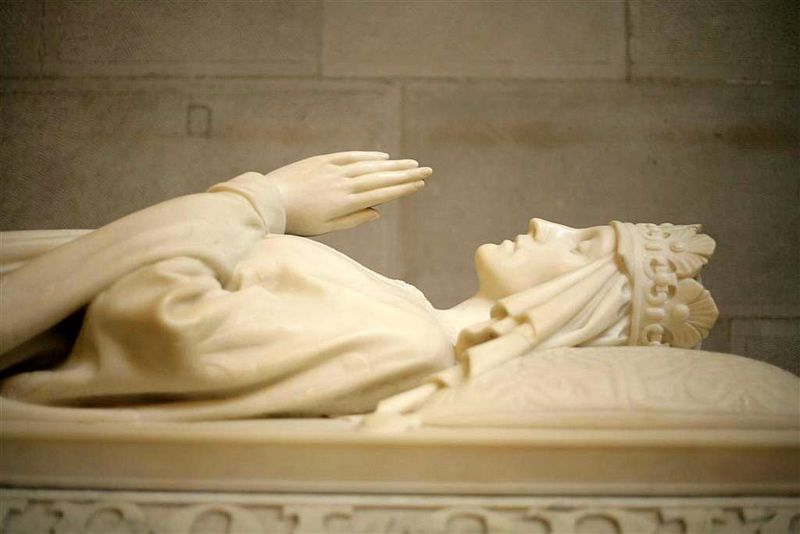
크라코프 바벨 대성당에 있는 야드비가 여왕의 사르코파구스.
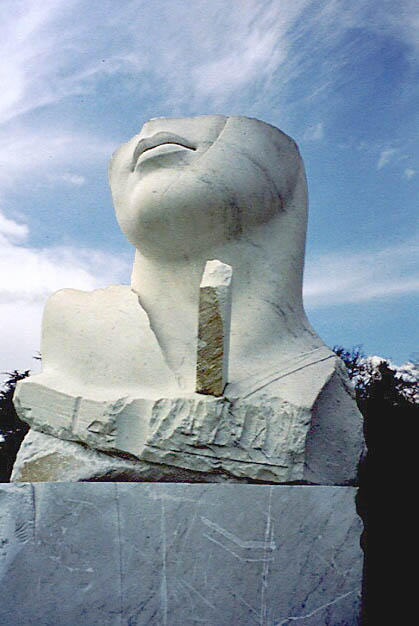
이고르 미토라이의 Héros de Lumiere. 2004년에 요크셔 조각 공원에 배치된 모습.
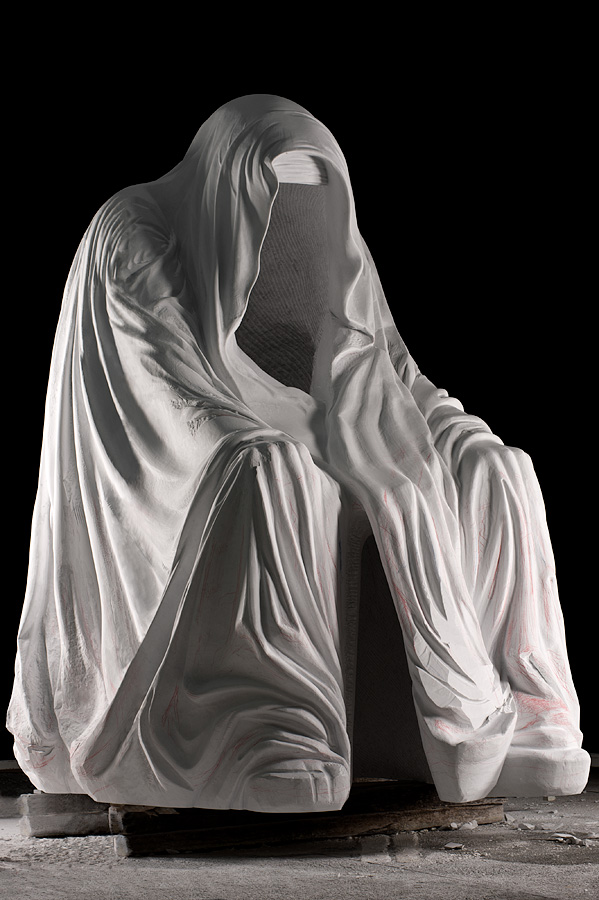
오스트리아 잘츠부르크 잘츠부르크 대성당, 프라하의 스타보프스케 극장, 아테네의 아테네 국립 고고학 박물관 그외 지역들에 위치한 안나 크로미작의 양심의 망토, 피에타 혹은 코멘다토레.
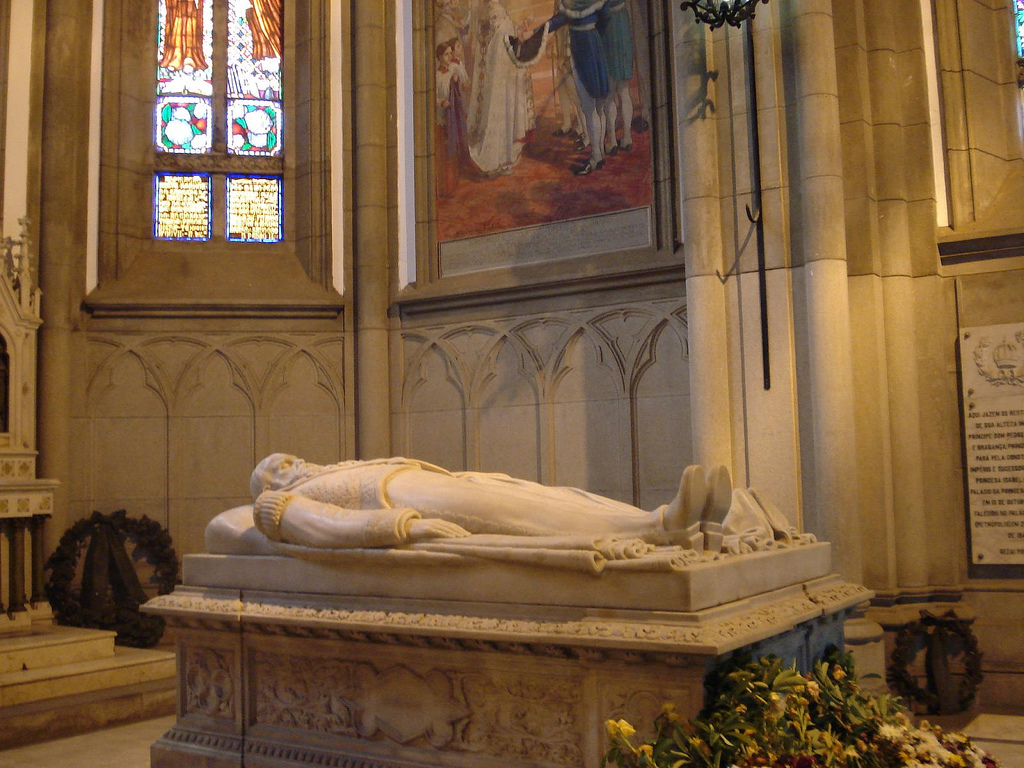
장 마그루 (gisant)와 일데가르두 레앙 벨로주 (부조)가 만든, 브라질 페트로폴리스의 상 페드루 지 아우칸타라 대성당에 있는 브라질의 페드루 2세의 무덤.
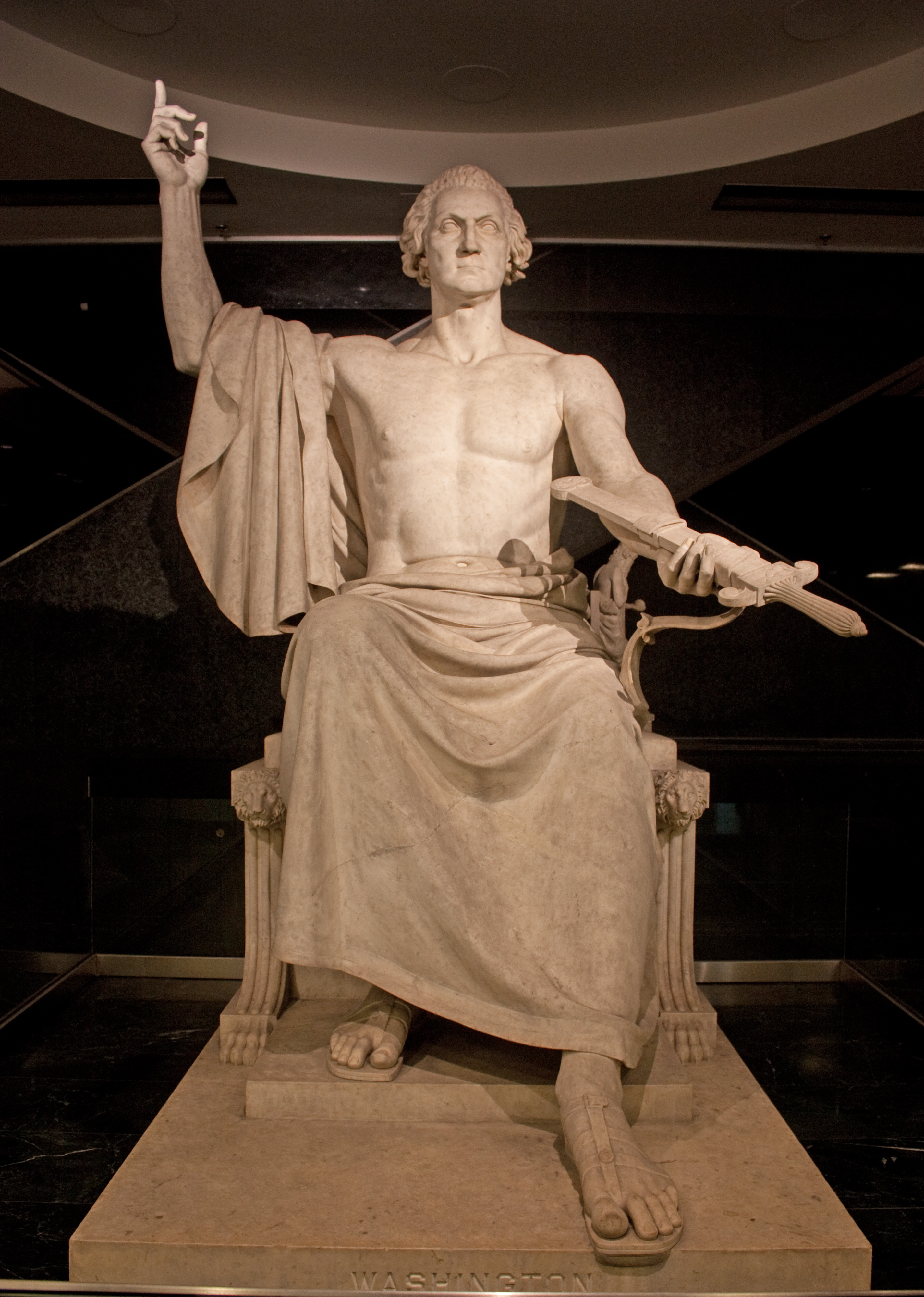
국립 미국사 박물관에 전시된 조지 워싱턴 상
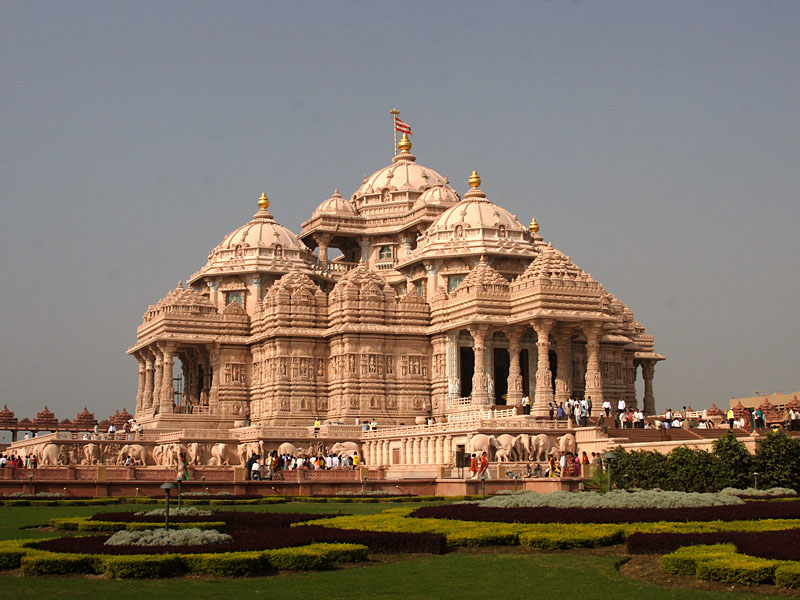
인도 뉴델리의 악사르담 신전은 이탈리아의 카라라 대리석과 라자스타니 핑크색 사암으로 전체가 지어졌다.
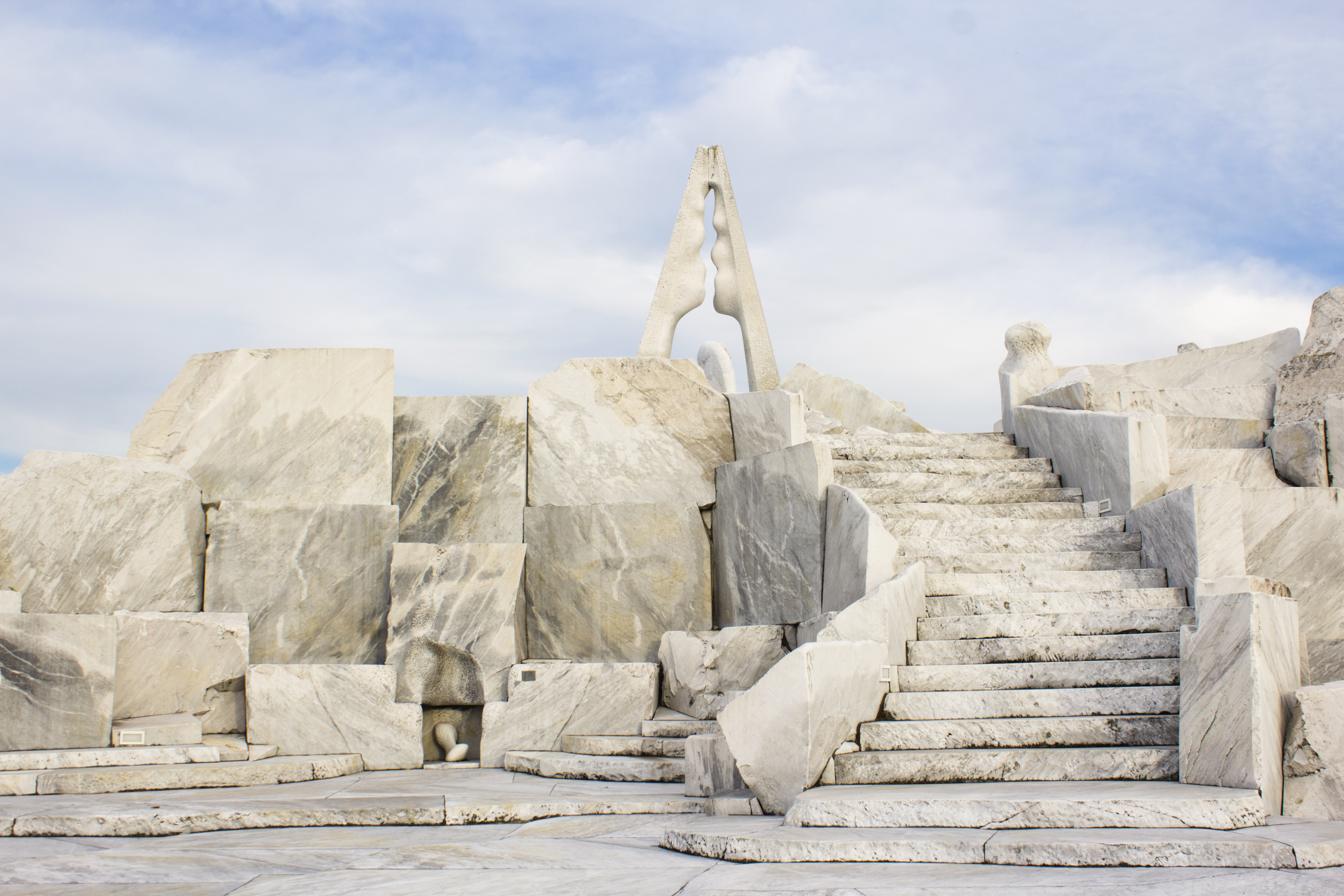
히로시마현 오노미치시의 희망의 언덕 기념물은 5천 평방미터의 카라라 대리석으로 전시되어 있다

## 열화
검정 진균 (Micrococcus halobius)은 아테네의 아크로폴리스에 있는 디오니소스 극장에서 그런 것처럼, 미생물막을 형성하고 글루코스에서 글루콘산, 락트산, 석신산을 만들어, 카라라 대리석에서 서식이 가능하다.

## 참고 자료
- Goldthwaite, Richard A. (2011). 《The Economy of Renaissance Florence》. JHU Press. ISBN 978-0801889820.

## 추가 참고 도서
- Newman, Cathy (July 1982). “Carrara Marble: Touchstone of Eternity”. 《내셔널 지오그래픽》. 162권 1호. 42–59쪽. ISSN 0027-9358. OCLC 643483454.